# David Motyka
David Motyka, né à Nancy le 13 décembre 1979, est un joueur puis entraîneur français de handball.

## Biographie
Évoluant au poste d'ailier gauche, il a notamment participé à la montée en D1 du SLUC Nancy
en 2001. Malgré une 9e place au classement assurant le maintien sportif, le club est toutefois rétrogradé en Nationale 1 à cause de problèmes financiers et fusionne avec l'ASPTT Nancy-Vandœuvre HB où il met un terme à sa carrière en 2010 à cause de complications après son opération du poignet droit, alors qu'il était notamment reconnu comme le tireur de pénalty de son équipe.
Reconverti entraîneur, il devient en 2011 l'entraîneur du Villers HB. En 2018, il permet au club d'accéder en Nationale 2 mais décide de rejoindre le Metz Handball (section masculine).